# Jacinto Ciria Cruz
Jacinto Ciria Cruz, detto Jumping Jack (Manila, 16 agosto 1910 – Bayombong, 25 dicembre 1944), è stato un cestista e allenatore di pallacanestro filippino.
Era lo zio di Felicísimo e Gabriel Fajardo.

## Carriera
Con le Filippine ha disputato le Olimpiadi del 1936, classificandosi al 5º posto. In carriera ha giocato nella squadra dell'Università di Santo Tomás. Da allenatore ha guidato lo stesso Santo Tomas e il Letran, nel campionato NCAA delle Filippine.
Arruolatosi nelle Far East Air Forces nel corso della Guerra del Pacifico, il 20 dicembre 1944 venne catturato e torturato dai giapponesi; morì pochi giorni più tardi.